# ディエゴ・ドミンゲス
ディエゴ・ドミンゲス（スペイン語: Diego Domínguez Martín, 2003年5月4日 - ）は、スペイン・マドリード出身のカヌースプリント選手（カナディアン）。2024年のパリオリンピックではC-2 500mで銅メダルを獲得した。

## 経歴
2024年5月にスイス・セゲドで開催されたカヌースプリントワールドカップでは、ジョアン・アントニ・モレーノとともに出場したC-2 500mで2位となった。
2024年7月にフランス・パリで開催されたパリオリンピックでは、ジョアン・アントニ・モレーノとともに出場したC-2 500mで銅メダルを獲得した。男子スラロームK-1でパウ・エチャニスが銅メダルを、男子K-4 500mでカルロス・アレバロ、サウル・クラビオット、ロドリゴ・ヘルマデ、マルクス・ワルツが銅メダルを獲得しており、スペイン勢はこの大会のカヌー競技で計3個のメダルを獲得した。